# Кршижова, Йиржина
Йиржина Кршижова (чеш. Jiřina Křížová, 21 февраля 1948, Йирков, Чехословакия) — чехословацкая хоккеистка (хоккей на траве), полевой игрок. Серебряный призёр летних Олимпийских игр 1980 года.

## Биография
Йиржина Кршижова родилась 21 февраля 1948 года в чехословацком городе Йирков (сейчас в Чехии).
Играла в хоккей на траве за «Славию» из Праги.
Провела за сборную Чехословакии 54 матчей, забила 11 мячей.
В 1980 году вошла в состав женской сборной Чехословакии по хоккею на траве на летних Олимпийских играх в Москве и завоевала серебряную медаль. Играла в поле, провела 1 матч, мячей не забивала.
После Олимпиады завершила игровую карьеру.